# Tete Cohete
Tete Cohete és un personatge fictici i una sèrie de còmics creada per l'autor de còmics Francisco Ibáñez. Va aparèixer per primera vegada al número 1, de la revista de còmics Pulgarcito del 1981 i en una historieta de Mortadel·lo i Filemó anomenada Tete Cohete.

## Característiques
Tete Cohete és un nen molt aficionat a la mecànica, als cotxes i als motors. Aquesta afició el porta a convertir qualsevol objecte quotidià en un vehicle a reacció, resultant víctimes accidentals d'ells el director i el secretari de la seva escola. Miguel Fernández Soto considera que aquesta sèrie representa "el moviment portat a les seves últimes conseqüències", mentre que Fernando Javier de la Cruz Pérez comenta que el seu físic està heretat d'un altre personatge d'Ibáñez, Libertito Metxa, aparegut en l'àlbum de Mortadelo i Filemó ¡A por el niño!, encara que afirma que la imatge d'un nen disbauxat està més aconseguida en tenir el pèl més llarg i despentinat, el rostre cobert de pigues i la seva vestimenta composta per vaquers, jaqueta i sabatilles esportives, també hi destaquen dues dents prominents. Està influït per les novel·les de Mark Twain i Richmal Crompton.

## Trajectòria editorial
En 1981 va començar una nova etapa de la revista Pulgarcito en format de butxaca i enfocada al públic més infantil, per la qual cosa es va demanar a Ibáñez un nou personatge per a la publicació. Segons explica el dibuixant Jan, la sèrie es va crear quan a Raf, Ibáñez i ell mateix els van demanar que creessin nous personatges per a la reaparició imminent de la revista Pulgarcito. Va guanyar Jan amb el seu personatge Pulgarcito, però Tete Cohete també va aparèixer al número 1 de la revista. Tete Cohete també va aparèixer el mateix mes de març de 1981, uns dies després de sortir a Pulgarcito, al número 538 de la revista Mortadelo, concretament al primer capítol d'una aventura de Mortadelo y Filemón titulada, precisament, Tete Cohete, que va continuar fins als números 538 a 545 i 550 a 551.
La sèrie es presenta al principi en historietes curtes de 6 o 8 minipáginas, encara que aviat el personatge passa a ser desenvolupat per un altres autors apòcrifs, particularment Ramon María Casanyes. El 1983 apareix en historietes d'una pàgina del diari Avui. Més tard passa a la revista Zipi y Zape. També es van fer historietes llargues apòcrifes com El año internacional de la joventut o La amenaça (publicades en Pulgarcito en format clàssic) on Tete Cohete apareix com a amic de El botones Sacarino. A més es va publicar a la revista Súper Guai!